# Rhechias
Rhechias is een geslacht van straalvinnige vissen uit de familie van zeepalingen (Congridae). Het geslacht is voor het eerst wetenschappelijk beschreven in 1921 door Jordan.